# Unterseeboot U-47 (1915)
Pour les autres navires du même nom, voir Unterseeboot 47.
L'Unterseeboot U-47 est un sous-marin de type U 43 de la Kaiserliche Marine. Il a participé à des raids contre le commerce maritime pendant la Première Guerre mondiale.

## Carrière
L'U-47 entra en service au début de l’année 1916, d’abord dans la IIIe flottille, puis à partir du 27 décembre 1916 dans la flottille de Pola. Son capitaine entre le 14 janvier et le 14 juin 1918 était Wilhelm Canaris.
Il effectua deux patrouilles de guerre et réussit à couler 14 navires pour un total de 23932 tonneaux de jauge brute (TJB). En plus de cela, il endommagea trois navires pour 9500 TJB et captura un autre navire comme prise. Des problèmes de moteur l’empêchèrent d’être utilisé à partir de juin 1918 et il fut finalement sabordé à Pula le 28 octobre 1918 lors de l’évacuation.

## Affectations
- IIIe flottille : du 8 mai au 27 décembre 1916.
- Flottille de Pola / Mittelmeer : du 27 décembre 1916 au 28 octobre 1918.

## Commandants
- Kapitänleutnant Heinrich Metzger[2] : du 28 février 1916 au 27 août 1917.
- Kptlt. Johannes Feldkirchner[3] : du 28 août au 29 octobre 1917.
- Oberleutnant zur See Otto Gerke[4] : du 30 octobre 1917 au 10 mars 1918.
- Kptlt. Wilhelm Canaris[5] : du 14 janvier au 14 juin 1918.
- Kptlt. Adolf Franz[6] : du 11 au 31 mars 1918.
- Kptlt. Erich Gerth[7] : du 15 juin au 11 septembre 1918.
- Kptlt. Carl Bünte[8] : du 12 septembre au 28 octobre 1918.

## Navires coulés
| Date              | Nom               | Nationalité | Tonnage | Destin.                   |
| ----------------- | ----------------- | ----------- | ------- | ------------------------- |
| 15 août 1916      | Presto            | Suède       | 1046    | Capturé comme prise       |
| 30 août 1916      | Wellamo           | Finlande    | 1050    | Coulé                     |
| 16 novembre 1916  | Dolfijn           | Pays-Bas    | 140     | Coulé                     |
| 16 novembre 1916  | Parnass           | Norvège     | 646     | Coulé                     |
| 1er décembre 1916 | Kediri            | Pays-Bas    | 3781    | Coulé                     |
| 4 décembre 1916   | Beira             | Portugal    | 463     | Une attaque sans résultat |
| 4 décembre 1916   | Ibo               | Portugal    | 492     | Une attaque sans résultat |
| 7 décembre 1916   | Spyros            | Grèce       | 3357    | Coulé                     |
| 13 décembre 1916  | Salamis           | Grèce       | 3638    | Coulé                     |
| 19 décembre 1916  | Sno               | Norvège     | 1823    | Coulé                     |
| 8 mai 1917        | Madeleine III     | France      | 149     | Damaged                   |
| 11 mai 1917       | Hindoo            | Royaume-Uni | 4915    | Endommagé                 |
| 13 mai 1917       | L’Indipendente F. | Italie      | 182     | Coulé                     |
| 15 mai 1917       | Pancras           | Royaume-Uni | 4436    | Endommagé                 |
| 17 mai 1917       | Eirini            | Grèce       | 2662    | Coulé                     |
| 18 mai 1917       | Frances M.        | États-Unis  | 1228    | Coulé                     |
| 22 mai 1917       | Lapa              | Brésil      | 1366    | Coulé                     |
| 24 mai 1917       | Barbara           | États-Unis  | 838     | Coulé                     |
| 25 mai 1917       | Magnus Manson     | États-Unis  | 1751    | Coulé                     |
| 3 juin 1917       | Vulcanus          | France      | 1470    | Coulé                     |